# 业民镇
业民镇，是中华人民共和国辽宁省铁岭市开原市下辖的一个乡镇级行政单位。

## 行政区划
业民镇下辖以下地区：
业民村、腰寨子村、二寨子村、三寨子村、五寨子村、六寨子村、后马村、后付屯村、大冲村、英守屯村、清辽村和富强村。

## 地名由来
安业民 (1936年8月15日-1958年9月9日)，满族，开原县腰寨子乡四寨子村人，高小毕业文化。1957年初入伍，成为北海舰队海岸炮方向瞄准手，1958年炮击金门时阵亡。1959年3月16日，中国人民解放军海军党委追认他为中共党员，追记一等功。生前所在海军旅顺口连队，建有安业民烈士纪念馆。福建厦门建安业民烈士墓，纪念碑上镌刻着朱德的题词：“共产主义战士安业民永垂不朽! ”四寨子村改名为业民村，所在腰寨子乡亦改名业民乡，后来撤乡建镇，称业民镇。林伯渠、郭沫若、谢觉哉等先后为他题词。